# Alopecurus setarioides
Alopecurus setarioides är en gräsart som beskrevs av Jean Charles Marie Grenier. Alopecurus setarioides ingår i släktet kavlen, och familjen gräs. Inga underarter finns listade i Catalogue of Life.